# 鷹司忠冬
鷹司 忠冬（たかつかさ ただふゆ）は、戦国時代の公卿。鷹司家12代当主。

## 経歴
関白・鷹司兼輔の子。学識のある東坊城和長から佳字の選考を受けた。官位は従一位・関白。
忠冬には嗣子が無かったため鷹司家は断絶したが、天正7年（1579年）に二条晴良の子・信房が名跡を継いで再興した。

## 系譜
- 父：鷹司兼輔（1480-1552）
- 母：正親町三条公治の娘
- 妻：不詳
- 継承者：鷹司信房（1565-1658） - 二条晴良の子

| スタブアイコン | サブスタブ | この項目は、まだ閲覧者の調べものの参照としては役立たない、人物に関連した書きかけの項目です。この項目を加筆・訂正などしてくださる協力者を求めています（P:人物伝/PJ:人物伝）。 |